# Lindsey Weedon
Lindsey Weedon (Nottingham, 9 ottobre 1982) è una pentatleta britannica.

## Palmarès
In carriera ha conseguito i seguenti risultati:
- Mondiali:

Città del Guatemala 2006: argento nel pentathlon moderno staffetta a squadre.
Berlino 2007: oro nel pentathlon moderno staffetta a squadre.